# 格洛梅勒
格洛梅勒（法語：Glomel，法語發音：[ɡlɔmɛl]）是法国阿摩尔滨海省的一个市镇，位于该省西南部，属于甘冈区。

## 地理
格洛梅勒（48°13'22"N, 3°23'47"W）面积79.93 平方千米，位于法国布列塔尼大區阿摩尔滨海省，该省份为法国西北部沿海省份，位于布列塔尼半岛北部，北濒大西洋英吉利海峡，西接菲尼斯泰尔省，南至莫尔比昂省，东临伊勒-维莱讷省。
与格洛梅勒接壤的市镇（或旧市镇、城区）包括：朗戈内、普卢赖、罗斯特勒南、凯尔格里斯特-莫埃卢、梅勒卡赖、梅利奥内克、波勒。

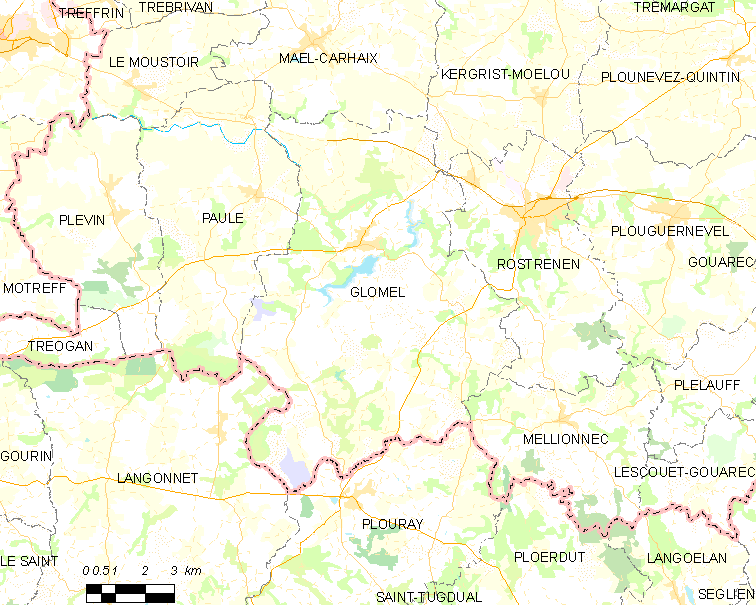
格洛梅勒的OSM定位图

格洛梅勒的时区为UTC+01:00、UTC+02:00（夏令时）。

## 行政
格洛梅勒的邮政编码为22110，INSEE市镇编码为22061。

## 政治
格洛梅勒所属的省级选区为罗斯特勒南县。

## 人口

1962-2008年间格洛梅勒人口变化图示

格洛梅勒于2022年1月1日时的人口数量为1412人。